# Małgorzata Kidawa-Błońska
assinatura
Małgorzata Maria Kidawa-Błońska (Varsóvia; 5 de Maio de 1957 — ) é um político da Polónia. Ela foi eleita para a Sejm em 25 de Setembro de 2005 com 4615 votos em 19 no distrito de Warsaw, candidato pelas listas do partido Platforma Obywatelska.